# Gintautas Kėvišas
Gintautas Kėvišas (ur. 13 listopada 1954 w Kownie) – litewski pianista, działacz kulturalny i polityk, minister kultury w latach 2000–2001.

## Życiorys
W 1978 ukończył studia w Litewskiej Akademii Muzyki i Teatru, a w 1982 aspiranturę w Państwowym Instytucie Muzyczno-Pedagogicznym w Moskwie.
Przez wiele lat występował jako pianista, koncertował w kraju i za granicą. W latach 1988–2000 pełnił funkcję dyrektora generalnego Litewskiej Filharmonii Narodowej. Od 1993 kierował prywatną agencją "Old and New Montecarlo". Brał udział w organizacji wielu wydarzeń artystycznych na Litwie oraz gościnnych występów litewskich muzyków za granicą. Od 1997 kierował festiwalem wileńskim.
W latach 2000–2001 pełnił funkcję ministra kultury w rządzie Rolandasa Paksasa. W 2002 został dyrektorem Litewskiego Narodowego Teatru Opery i Baletu w Wilnie.
Należał do Związku Liberałów i Centrum, zasiadał w radzie miejskiej Wilna. W 2008 bez powodzenia kandydował z ramienia LiCS w wyborach do Sejmu.
Działacz krajowych i międzynarodowych organizacjach artystycznych, uzyskał członlostwo m.in. w International Society for the Performing Arts (ISPA), International Artist Managers' Association (IAMA), Europejskim Stowarzyszeniu Festiwali (EFA). Został też przewodniczącym rady Litewskiej Akademii Muzyki i Teatru.